# Język albański

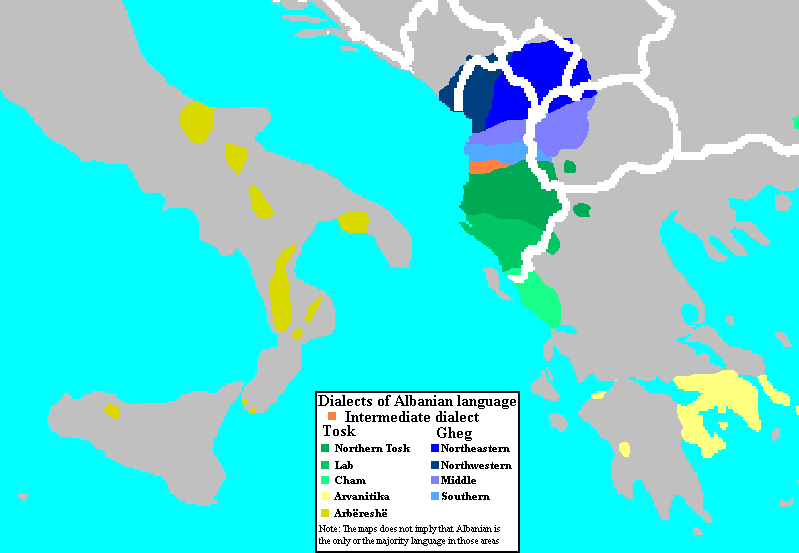
Mapa dialektów albańskich

Język albański (alb. gjuha shqipe) – język indoeuropejski z grupy satem, którym posługuje się ok. 6,2 mln Albańczyków zamieszkujących Albanię (3,6 mln), Kosowo (1,7 mln), Macedonię Północną (450 tys.), a także Włochy (Arboresze), Grecję (Arwanici) i USA (Amerykanie pochodzenia albańskiego). W Albanii, Kosowie i Macedonii Północnej jest objęty statusem języka urzędowego.
Istnieją dwie odmiany terytorialne języka, istotnie odmienne fonologicznie, gramatycznie i leksykalnie: dialekt gegijski (alb. gegë) na północy Albanii, w Kosowie i Macedonii Północnej (znacznie się różniące) oraz toskijski (alb. toskë) na południu Albanii, we Włoszech i Grecji. Granicę między nimi tworzy rzeka Shkumbin oraz 41 równoleżnik; jest to również granica kulturowa. Standard języka, nauczany w albańskich szkołach, opiera się głównie na dialekcie toskijskim.
Artykuł 1 Deklaracji Praw Człowieka w języku albańskim:
„Të gjithë njerëzit lindin të lirë dhe të barabartë në dinjitet dhe në të drejta. Ata kanë arsye dhe ndërgjegje dhe duhet të sillen ndaj njëri tjetrit me frymë vëllazërimi.”

## Historia
Początki języka sięgają VII–VIII w. n.e. Jest on prawdopodobnie spokrewniony z językami iliryjskim i mesapijskim, które występowały również nad Morzem Adriatyckim lub z trako-dackimi. Tę drugą możliwość potwierdzają między innymi pewne podobieństwa z językiem rumuńskim (ok. 50 słów), który według jednej z hipotez ukształtował się na trako-dackim substracie językowym, a także liczne podobieństwa pomiędzy słownictwem albańskim i trako-dackim.
Najstarszy zapis w tym języku to formuła chrztu, zapisana przez biskupa Pala Engjëlliego w 1462 roku. Jest on przechowywany w Bibliotece Laurenziana we Florencji.
Współczesny język literacki istnieje od XIX w. Od 1908 do zapisu używa się alfabetu łacińskiego, wcześniej używano alfabetu greckiego, cyrylicy i pisma arabskiego.

## Wymowa
Alfabet języka albańskiego zawiera 36 znaków: a, b, c, ç, d, dh, e, ë, f, g, gj, h, i, j, k, l, ll, m, n, nj, o, p, q, r, rr, s, sh, t, th, u, v, x, xh, y, z, zh.
| Litera | IPA     | Opis | Przykład          |
| ------ | ------- | --- | ----------------- |
| c      | [ʦ]     | jak c w car | cigare (papieros) |
| ç      | [ʧ]     | jak cz w czeski | çast (chwila)     |
| dh     | [ð]     | jak th w ang. this dźwięczne | dhomë (pokój)     |
| ë      | [œ]/[ə] | akcentowane: jak ö w niem. möchte; nieakcentowane: (ə) (szwa), w wygłosie (na końcu słowa) często ledwo słyszalne                                                                | hënë (księżyc)    |
| gj     | [ɟ]     | podobne jak dj w Nadia bądź krótkie dź | gjithë (wszystko) |
| ll     | [ɫ]     | jak ł sceniczne (kresowe) w łatwo | fillim (początek) |
| nj     | [ɲ]     | jak ń w sanie | njoh (znam)       |
| q      | [c]     | palatalne (zmiękczone) t lub słabe cz (trochę słabsze niż ç) podobnie jak t w pl. sympatia wymowa alternatywna: ć lub kj, tylnojęzykowe (przede wszystkim w Macedonii Północnej) | qime (włos)       |
| r      | [ɾ]     | słabe r wymówione końcówką języka | tre (trzy)        |
| rr     | [r]     | wibrujące r wymówione zaokrągloną końcówką języka jak w barrakuda | rrugë (ulica)     |
| sh     | [ʃ]     | jak sz | shkollë (szkoła)  |
| th     | [θ]     | jak th bezdźwięczne w ang. think | thikë (nóż)       |
| x      | [ʣ]     | dz, | lexoj (czytam)    |
| xh     | [ʤ]     | jak dż w pl. dżungla | xhep (kieszeń)    |
| y      | [y]     | jak ü jak w niem. grün | pyll (las)        |
| zh     | [ʒ]     | ż, jak żurnal | zhurmë (hałas)    |